# Березье (Волховский район)
Березье — деревня в Иссадском сельском поселении Волховского района Ленинградской области.

## История
Деревня  Березье упоминается на карте «Ладожское озеро и Финский залив с прилегающими местами» 1745 года.
На карте Санкт-Петербургской губернии Ф. Ф. Шуберта 1834 года обозначена деревня  Березье, состоящая из 31 крестьянского двора.

БЕРЕЗЬЯ — деревня принадлежит графине Лаваль, число жителей по ревизии: 95 м. п., 95 ж. п.. (1838 год)

Деревня Березье из 31 двора отмечена на карте профессора С. С. Куторги 1852 года.

БЕРЕЗЫ — деревня графини Борх, по почтовому тракту, число дворов — 35, число душ — 89 м. п. (1856 год)

БЕРЕЗЬЕ — деревня владельческая при реке Волхове, число дворов — 15, число жителей: 86 м. п., 99 ж. п.; Часовня православная (1862 год)

В 1864—1874 годах временнообязанные крестьяне деревни выкупили свои земельные наделы у С. И. Борх и стали собственниками земли.
Сборник Центрального статистического комитета описывал деревню так:

БЕРЕЗЬЯ — деревня бывшая владельческая при реке Златыне, дворов — 38, жителей — 174;
 Волостное правление, часовня, 2 лавки, постоялый двор, ярмарка 1 октября, кирпичный завод. (1885 год)

В конце XIX — начале XX века деревня административно относилась к Иссадской волости 2-го стана Новоладожского уезда Санкт-Петербургской губернии.
По данным «Памятной книжки Санкт-Петербургской губернии» за 1905 год в деревне Березье находилось волостное правление, ярмарка проводилась 1 октября.
Согласно военно-топографической карте Петроградской и Новгородской губерний издания 1915 года деревня Березье и Новая Ладога были связаны паромной переправой.
С 1917 по 1923 год деревня Березье входила в состав Березского сельсовета Иссадской волости Новоладожского уезда.
С 1923 года в составе Октябрьской волости Волховского уезда.
С 1924 года в составе Немятовского сельсовета.
Согласно данным переписи населения СССР 1926 года в деревне Березье проживали 248 человек — все русские.
С 1927 года в составе Волховского района.
В 1928 году население деревни Березье также составляло 248 человек.
По данным 1933 года деревня Березье входила в состав Немятовского сельсовета Волховского района.

План деревни Березье. 1941 год

Согласно топографической карте РККА 1941 года деревня насчитывала 35 дворов. В деревне находилась паромная переправа через Волхов.
С 1946 года в составе Новоладожского района.
С 1954 года в составе Иссадского сельсовета.
В 1961 году население деревни Березье составляло 188 человек.
С 1963 года вновь в составе Волховского района.
По данным 1966, 1973 и 1990 годов деревня Березье также входила в состав Иссадского сельсовета.
В 1997 году в деревне Березье Иссадской волости проживали 64 человека, в 2002 году — 86 человек (русские — 98 %).
В 2007 году в деревне Березье Иссадского СП — 62 человека.

## География
Деревня расположена в северной части района на автодороге 41К-378 (подъезд к дер. Немятово), к востоку от города Новая Ладога.
Расстояние до административного центра поселения — 6 км.
Расстояние до ближайшей железнодорожной станции Волховстрой I — 26 км.
Деревня находится на правом берегу реки Волхов.

## Демография
| 1862 | 2002 | 2007 | 2010 | 2017 |
| ---- | ---- | ---- | ---- | ---- |
| 185  | ↘86  | ↘62  | ↗86  | ↗97  |

### Национальный состав
Согласно данным Всероссийской переписи населения 2021 года в деревне проживали 77 человек, из них:
 русские — 76, другие национальности — 1 человек.

## Улицы
Заречная, Лесная, переулок Новосёлов, Садовая.